# Зоран Живановић
Зоран Живановић Жика (Београд, 1957) српски је музичар, композитор и фронтмен данашњег популарног поп-рок састава Зана.

## Фестивали
Београдско пролеће
- Лето, БГ пролеће '81

МЕСАМ
- Да ли чујеш, да ли осећаш, МЕСАМ '86
- Рукују се, рукују, МЕСАМ '89

Сунчане скале
- Резервација, Сунчане скале 2003.

Будва
- Ране моје, Будва 2006.